# Saint-Pierre-sur-Orthe
Saint-Pierre-sur-Orthe – miejscowość i gmina we Francji, w regionie Kraj Loary, w departamencie Mayenne.
Według danych na rok 1990 gminę zamieszkiwały 542 osoby, a gęstość zaludnienia wynosiła 17 osób/km² (wśród 1504 gmin Kraju Loary Saint-Pierre-sur-Orthe plasuje się na 822. miejscu pod względem liczby ludności, natomiast pod względem powierzchni na miejscu 255.).